# Digital Versatile Doom
 (novembre 2017).
Si vous disposez d'ouvrages ou d'articles de référence ou si vous connaissez des sites web de qualité traitant du thème abordé ici, merci de compléter l'article en donnant les références utiles à sa vérifiabilité et en les liant à la section « Notes et références ».
Albums de HIM
Venus Doom
(2007) Screamworks: Love in Theory and Practice
(2010)
Digital Versatile Doom - Live at The Orpheum Theatre XXXVII A.S. un double album live (le 10e album à leur actif) du groupe de rock finlandais HIM comprenant un CD et un DVD du concert enregistré à l'Orpheum Theatre (Los Angeles) et sorti en avril 2008.

## Présentation
Le DVD est réalisé par Meiert Avis (en) à Los Angeles (Californie) à l'Orpheum Theater du 14 au 15 novembre 2007 et présente le spectacle live, ainsi que les coulisses de celui-ci.
Une édition spéciale est mise à disposition, en pré-commande, le 1er février 2008, avec un flipbook de 6" X 4", numéroté à la main. Elle est produite en édition limitée à 3 500 exemplaires en Amérique du Nord et 500 au Royaume-Uni. Le contenu de ce livret se compose d'images de la performance live de HIM sur le titre Sleepwalking Past Hope.
Un retard de production, non spécifié, reporte la sortie de l'album. Initialement prévu le 31 mars, il ne paraît que le 29 avril 2008.
Digital Versatile Doom atteint la 10e place dans les classements finlandais et reste classé sept semaines.

## Liste des titres
Toutes les chansons sont écrites et composées par Ville Valo, sauf annotations.
| CD    | CD                                                                          | CD    | CD | CD | CD | CD | CD | CD | CD |
| No    | Titre                                                                       | Durée |    |    |    |    |    |    |    |
| ----- | --------------------------------------------------------------------------- | ----- | -- | -- | -- | -- | -- | -- | -- |
| 1.    | Passion's Killing Floor                                                     | 5:14  |    |    |    |    |    |    |    |
| 2.    | Rip Out the Wings of a Butterfly                                            | 3:32  |    |    |    |    |    |    |    |
| 3.    | Buried Alive by Love                                                        | 4:52  |    |    |    |    |    |    |    |
| 4.    | Wicked Game (Reprise de Chris Isaak)                                        | 4:28  |    |    |    |    |    |    |    |
| 5.    | The Kiss of Dawn                                                            | 4:36  |    |    |    |    |    |    |    |
| 6.    | Vampire Heart                                                               | 4:25  |    |    |    |    |    |    |    |
| 7.    | Poison Girl                                                                 | 5:06  |    |    |    |    |    |    |    |
| 8.    | Dead Lovers' Lane                                                           | 4:17  |    |    |    |    |    |    |    |
| 9.    | Join Me in Death                                                            | 3:31  |    |    |    |    |    |    |    |
| 10.   | It's All Tears (contient un sample du titre Wall of Fire de Monster Magnet) | 4:21  |    |    |    |    |    |    |    |
| 11.   | Sleepwalking Past Hope                                                      | 10:42 |    |    |    |    |    |    |    |
| 12.   | Killing Loneliness                                                          | 4:31  |    |    |    |    |    |    |    |
| 13.   | Soul on Fire                                                                | 4:24  |    |    |    |    |    |    |    |
| 14.   | Your Sweet Six Six Six                                                      | 4:04  |    |    |    |    |    |    |    |
| 15.   | Bleed Well                                                                  | 4:23  |    |    |    |    |    |    |    |
| 16.   | The Funeral of Hearts                                                       | 4:43  |    |    |    |    |    |    |    |
| 77:08 |                                                                             |       |    |    |    |    |    |    |    |

| 1.  | Intro (Blood Theme)                |  |
| 2.  | Passion's Killing Floor            |  |
| 3.  | (Rip Out) The Wings of a Butterfly |  |
| 4.  | Buried Alive by Love               |  |
| 5.  | Wicked Game                        |  |
| 6.  | The Kiss of Dawn                   |  |
| 7.  | Vampire Heart                      |  |
| 8.  | Poison Girl                        |  |
| 9.  | Dead Lovers' Lane                  |  |
| 10. | Join Me in Death                   |  |
| 11. | It's All Tears                     |  |
| 12. | Sleepwalking Past Hope             |  |
| 13. | Killing Loneliness                 |  |
| 14. | Soul on Fire                       |  |
| 15. | Your Sweet Six Six Six             |  |
| 16. | Bleed Well                         |  |
| 17. | Right Here In My Arms              |  |
| 18. | The Funeral of Hearts              |  |
| 19. | V.D.O. (Venus Doom Outro)          |  |

Note : L'intro Blood Theme est composé par Daniel Licht pour la série télévisée américaine Dexter.
| 1. | Interviews with the band               | 44:43 |
| 2. | HIM's Biggest Fan Contest Entry Videos |       |
| 3. | Fan Club Photo Gallery                 |       |

| Titres bonus - Édition sur support numérique (Finlande, 28 avril 2008), | Titres bonus - Édition sur support numérique (Finlande, 28 avril 2008), | Titres bonus - Édition sur support numérique (Finlande, 28 avril 2008), | Titres bonus - Édition sur support numérique (Finlande, 28 avril 2008), | Titres bonus - Édition sur support numérique (Finlande, 28 avril 2008), | Titres bonus - Édition sur support numérique (Finlande, 28 avril 2008), | Titres bonus - Édition sur support numérique (Finlande, 28 avril 2008), | Titres bonus - Édition sur support numérique (Finlande, 28 avril 2008), | Titres bonus - Édition sur support numérique (Finlande, 28 avril 2008), | Titres bonus - Édition sur support numérique (Finlande, 28 avril 2008), |
| No                                                                      | Titre                                                                   | Durée                                                                   |                                                                         |                                                                         |                                                                         |                                                                         |                                                                         |                                                                         |                                                                         |
| ----------------------------------------------------------------------- | ----------------------------------------------------------------------- | ----------------------------------------------------------------------- | ----------------------------------------------------------------------- | ----------------------------------------------------------------------- | ----------------------------------------------------------------------- | ----------------------------------------------------------------------- | ----------------------------------------------------------------------- | ----------------------------------------------------------------------- | ----------------------------------------------------------------------- |
|                                                                         | Pistes 1 à 15 identiques à l'édition standard (ci-dessus)               |                                                                         |                                                                         |                                                                         |                                                                         |                                                                         |                                                                         |                                                                         |                                                                         |
| 16.                                                                     | Right Here in My Arms                                                   | 5:26                                                                    |                                                                         |                                                                         |                                                                         |                                                                         |                                                                         |                                                                         |                                                                         |
| 17.                                                                     | The Funeral of Hearts                                                   | 4:43                                                                    |                                                                         |                                                                         |                                                                         |                                                                         |                                                                         |                                                                         |                                                                         |
| 18.                                                                     | V.D.O. (Venus Doom Outro)                                               | 4:06                                                                    |                                                                         |                                                                         |                                                                         |                                                                         |                                                                         |                                                                         |                                                                         |
| 86:40                                                                   |                                                                         |                                                                         |                                                                         |                                                                         |                                                                         |                                                                         |                                                                         |                                                                         |                                                                         |

## Crédits
| - Ville Valo : chant (frontman), guitare - Mikko "Linde" Lindström : guitare solo, guitare acoustique - Mikko "Migé" Paananen : basse, chœurs - Mika "Gas Lipstick" Karppinen : batterie - Janne "Burton" Puurtinen : claviers, chœurs | - Production, mixage : Tim Palmer - Production (Warner Bros. Records / Sire Records) : Holly Adams - Producteur délégué : Diarmuid Quinn, Michael Goldstone, Wendy Griffiths - Production (DVD) : Lydia Sarno - Réalisateur (DVD) : Meiert Avis - Ingénierie, mixage (assistant) : Jamie Seyberth - Ingénierie (assistants) : Anthony Catalano, John Zweifel - Mastering : Bob Ludwig - Enregistrement : Ian Charbonneau - Direction artistique : Matt Taylor, Ville Valo - Photographie : Greg Watermann - Design : Matt Taylor - A&R : Michael Goldstone |